# Eoin O’Leary

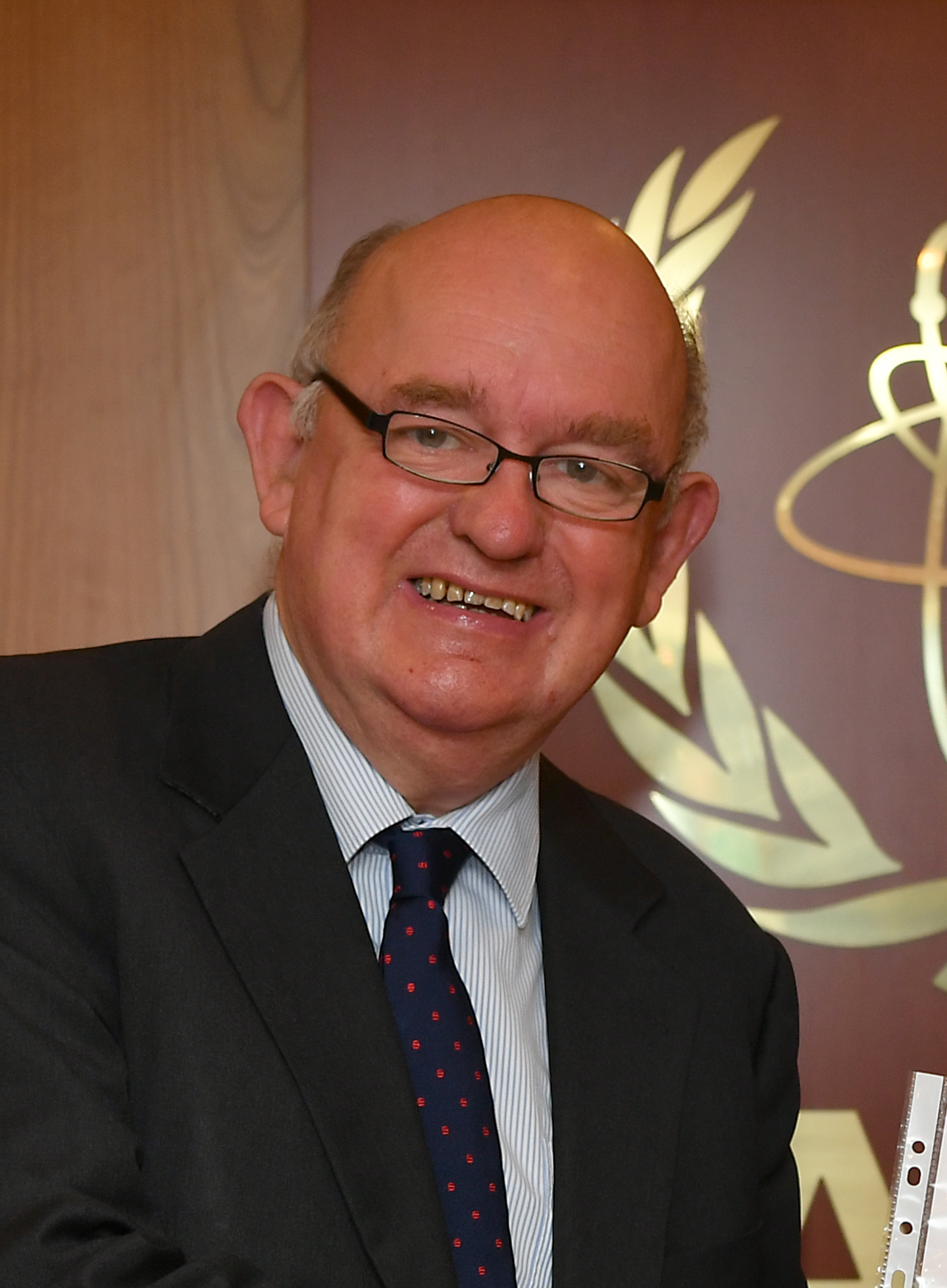
Eoin O’Leary (2020)

Eoin O’Leary (* 19. Mai 1959) ist ein irischer Diplomat.

## Werdegang
O’Leary wurde am 19. Mai 1959 geboren. Er besuchte das St Patrick’s College in Maynooth und machte 1979 einen Bachelorabschluss in Lehramt und Mathematik. Am King’s Inns in Dublin studierte er Rechtswissenschaften. Das Studium schloss er 1989 mit einem Diplom ab. 1991 wurde er zum Barrister, ebenfalls am King’s Inns.
Von 1995 bis 2001 war er erst stellvertretender Direktor der Abteilung für europäische und internationale Angelegenheiten und der Abteilung für Wirtschafts- und Sozialpolitik im Kabinett des Taoiseach. Von 2001 bis 2007 war er Generaldirektor der Abteilung für europäische und internationale Angelegenheiten im Kabinett des Taoiseach. Von  2007 bis 2013 war er Ständiger Vertreter Irlands bei der OSCE in Wien. Eoin O’Leary war im Jahr 2008 Vorsitzender des Human Dimension Committee, des Forums für Sicherheitskooperation im Jahr 2010 und des Ständigen Rates der Organisation im Jahr 2012. Von 2013 bis 2015 war Eoin O’Leary irischer Botschafter in Russland, Kasachstan, Kirgisistan, Tadschikistan, Turkmenistan und Usbekistan. Von 2015 bis 2017 war er Generaldirektor der Abteilung für auswärtige Angelegenheiten in Dublin. Von 2017 bis August 2020 war Eoin O’Leary irischer Botschafter in China und der Mongolei. Seit dem 3. März 2021 ist er irischer Botschafter in Österreich.

## Privates
Eoin O’Leary ist verheiratet und hat eine Tochter.